# Linares
|  | Per a altres significats, vegeu «Linares (desambiguació)». |

Linares és el segon municipi més poblat de la província de Jaén (Andalusia), després de la capital Jaén.

## Història
Les primeres dades que es conserven referents a Linares són anteriors a la reconquesta, tot i que aquesta població existia des de molts segles abans sota el nom de Castulo. El desplaçament de població al segle xi per a allotjar-se als voltants del castell va donar lloc al que avui es coneix com a Linares.
El 1227 Ferran III de Castella conquesta el castell de Linares, emplaçament que va ser utilitzat pels cristians durant la conquesta d'Andalusia, sent-li concedits durant aquest temps al poble privilegis que serien respectats pels successius reis castellans, quedant inclosa Linares dintre del territori reialenc que formava la vila de Baeza.
Al segle xvi Linares passa per una etapa de gran creixement demogràfic i econòmic a causa de l'auge agrícola i ramader, fet que es materialitza amb l'obtenció de títol de vila pel rei Felip II.
Als segles xvii i XVIII, paral·lelament a l'agricultura i la ramaderia comença a desenvolupar-se amb força l'explotació de mines de plom al municipi. No obstant això, es conserven a l'arxiu de Simancas dades sobre l'aportació de plom de Linares a la construcció del Monestir de l'Escorial al segle xvi. Aquest auge en la mineria es tradueix en una producció de dues-centes mil a tres-centes mil arroves a l'any, que tenen com destinació principalment la fabricació de material de guerra. Aquesta bonança i el seu consegüent creixement demogràfic converteixen a Linares en un important nucli econòmic a Andalusia durant el segle xix i meitat del xx.
El desenvolupament de Linares durant el segle xix i XX no s'hauria produït sense l'existència del ferrocarril, que va permetre la connexió del municipi amb pràcticament tot el territori nacional, i la inversió de capital estranger, principalment des del Regne Unit, la qual cosa va modernitzar l'extracció i va donar lloc a l'existència de consolats a la ciutat.
A mitjans del segle xx es constata que el plom és un material tòxic per a alguns dels seus principals usos, com la fabricació de canonades, el que provoca una caiguda molt important del seu preu al mercat, i el progressiu tancament de les mines a Linares, sent la mina de la Creu l'última a tancar el 1991, el que posa punt final a una important etapa de la ciutat i la necessària conversió de la seva economia.

## Personatges destacats
- Andrés Segovia. Guitarrista.
- Pedro Poveda Castroverde. Recentment canonitzat, fundador de les Teresianes.
- Carmen Linares. Cantant de cançó popular i flamenc.
- Raphael. Cantant. Té l'únic disc d'urani del món.
- Tres grans figures del toreig: Curro Vázquez, José Fuentes i Sebastián Palomo Linares.
- Miguel Pérez Capella. Magistrat, que va presidir l'Audiència Provincial de Girona..

## Llocs d'interès
- La Casa de la Munició que es troba al costat de l'Ajuntament, antic polvorí de la companyia Arrayanes i actual seu de l'Agència Tributària.
- L'església de Santa Maria d'estil gòtic i renaixentista situada enfront de l'Ajuntament, edifici neoclàssic del segle xix.
- L'església de San Francisco situada en la posició de San Francisco al costat de l'edifici de Correus.
- El Palau de Justícia, antic convent i hospital de Sant Joan de Déu, amb façana d'estil barroc de l'escola granadina, que va ser després institut de batxillerat, al carrer Pontón.
- L'ermita de la Verge de Linarejos, patrona de Linares, reconstruïda després de la Guerra civil espanyola, amb importants frescos de Francisco Baños.
- El Teatre Cervantes, edifici del segle xix que va ser rehabilitat a mitjan segle xx quan va prendre el seu nom actual.
- L'Hospital dels Marquesos de Linares, edifici amb portada neogòtica, amb una important cripta sota la capella on es troba el mausoleu dels Marquesos de Linares, obra de Collault Valera.
- Coso de Santa Margarita, plaça de toros de la localitat. El 28 d'agost de 1947 un dels toreros més grans de la història, Manolete, va morir a la plaça, per la cornada del toro Islero, de la ramaderia de Miura. Per aquest motiu el 28 d'agost de cada any es col·loca un ram de flors en el lloc on va morir.

## Esdeveniments
L'esdeveniment anual més important a Linares és el Torneig Internacional d'Escacs Ciutat de Linares, un dels més prestigiosos torneigs d'escacs a nivell internacional i pel qual cada any passen les màximes figures mundials d'aquesta disciplina.